# Nöpke
Nöpke is een stadsdeel van Neustadt am Rübenberge in de Duitse deelstaat Nedersaksen, en maakt deel uit van het district Hannover (regio).
Nöpke telde medio 2023 619 inwoners.
Het dorpje, dat grotendeels een agrarisch karakter heeft behouden, ligt 15 km ten noordwesten van Neustadt a. Rbge.. Samen met de naburige dorpjes Borstel, Dudensen en Hagen vormt Nöpke sedert 2021 de Ortschaft Mühlenfelder Land. Zie verder onder Neustadt am Rübenberge.

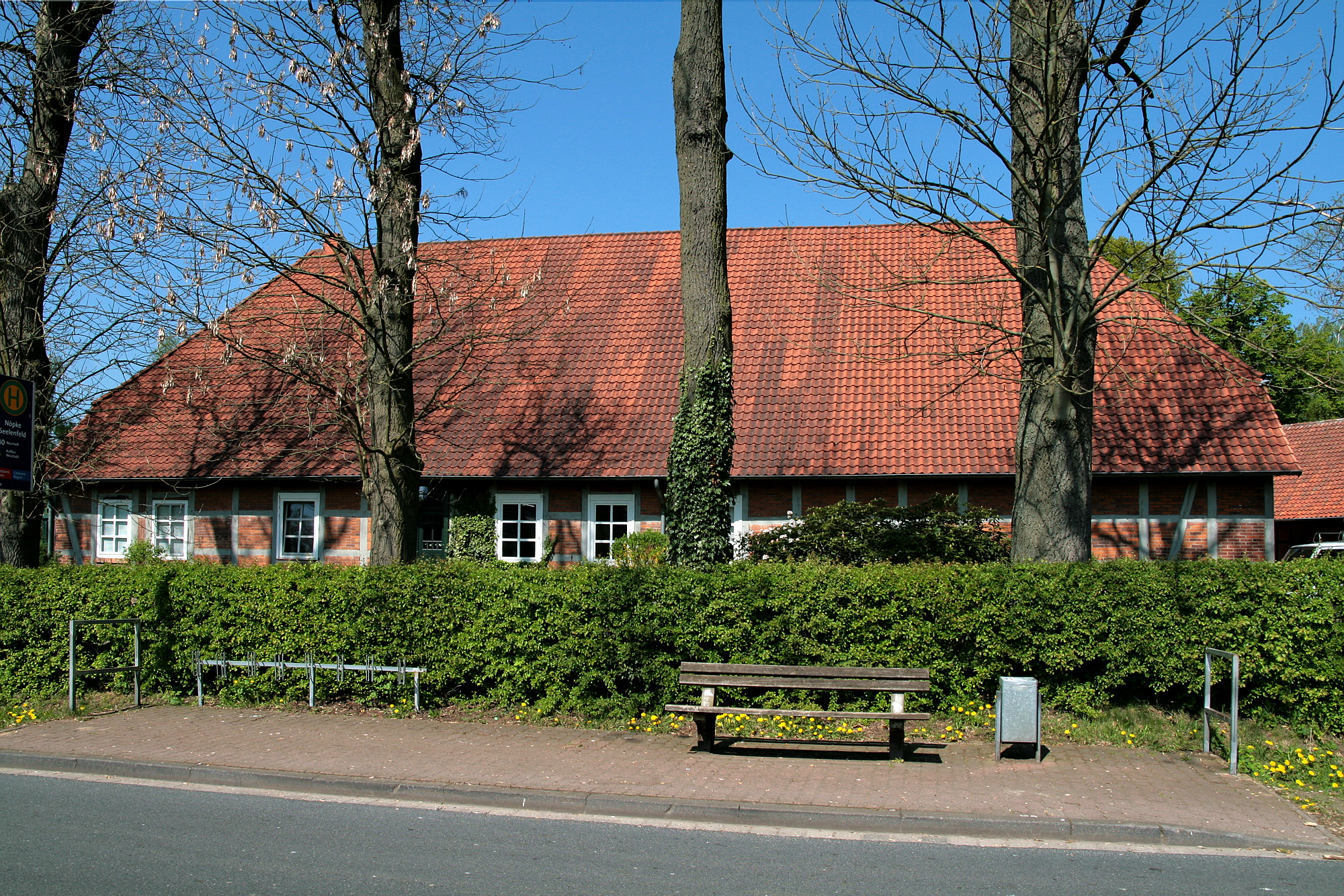
Monumentale boerderij te Nöpke